# Babiana purpurea
Babiana purpurea är en irisväxtart som först beskrevs av Nikolaus Joseph von Jacquin, och fick sitt nu gällande namn av Ker Gawl. Babiana purpurea ingår i släktet Babiana och familjen irisväxter. Inga underarter finns listade i Catalogue of Life.